# Boom Overture
Boom Overture — це надзвуковий авіалайнер, що розробляється компанією Boom Technology та призначений для крейсерського польоту зі швидкістю 1.7 Маха або 975 вузлів (1 806 км/год; 1 122 миль/год). Очікується, що він перевозитиме від 64 до 80 пасажирів, залежно від конфігурації, з дальністю польоту 4 250 морських миль (7 870 км; 4 890 миль) . Boom Technology планує представити Overture у 2029 році.  Компанія прогнозує ринок збуту до 1000 надзвукових літаків, що обслуговуватимуть 500 активних маршрутів, за тарифами, порівнянними з бізнес-класом. Маючи конструкцію дельтаподібного крила, подібну до тієї, що у Concorde, Overture, як очікується, буде побудований з використанням композитних матеріалів . У 2022 році було впроваджено чотири сухі (без допалювання ) турбовентиляторні двигуни, кожен з яких, як повідомляється, видає тягу 0,15569 кілоньютона (35,000 фунт-сили).